# 李光一
李光一 （朝鲜语：／ Ri Kwang-Il ?；1988年4月13日—），是一名北韓足球运动员。入选过朝鲜国家足球队。 曾經在朝鲜足球甲级联赛中效力于小白水体育团、塞爾維亞足球甲級聯賽球會拉德尼基，更在2010年被克拉古耶瓦茨借用，2009至2010年度球季結束後重新加盟了出道的小白水體育團，2014年轉會加盟4.25體育團。

## 簡歷
李光一在2011年入選朝鮮國家足球隊參加亞洲盃賽事，但沒有上陣，而朝鮮在小組賽一平兩負沒能晉級。2014年，代表朝鮮參加2015年東亞盃資格賽 (第二輪)，在對關島國家足球隊和中華台北男子足球代表隊中正選上陣，協助朝鮮獲得冠軍取得決賽席位。
2015年，參與了2015年亞洲盃足球賽亞洲盃賽事，但沒有上陣，而朝鮮在小組賽全負沒能晉級。之後，參與了2015年東亞盃參賽名單，但同樣沒有上陣，而朝鮮在該賽事中奪得季軍。2016年，再參與了2017年東亞足球錦標賽外圍賽第二圈，但沒有上陣，而朝鮮奪得第二圈資格賽冠軍並取得決賽席位。
此外，曾經代表朝鮮參加2006年亞足聯U19青年錦標賽並奪得冠軍，其後了又參加2007年U17世界盃足球賽，但兩項賽事都沒有上陣。
另外，他在2010年代表朝鮮國家奧運足球隊參加參與2010年亞洲運動會足球比賽，但沒有上陣，而朝鮮在八強賽事對阿聯國家奧運足球隊中互射點球負給對方沒能晉後準決賽

## 榮譽

### 國家隊
朝鮮
- 東亞足球錦標賽外圍賽第二圈冠軍（2）：2014年、2016年；

 朝鮮U-20
- 亞足聯U19青年錦標賽冠軍：2006年；

### 球會
4.25體育團
- 朝鮮足球甲組聯賽冠軍（2）：2015年、2017年；
- 白頭山獎運動會冠軍：2017年；
- 萬景台獎運動會冠軍（2）：2014年、2015年；
- 普天堡火炬獎運動會冠軍：2014年；
- 火炬盃冠軍（3）：2014年、2015年、2016年；

## 連結
- 李光一在 National-Football-Teams.com 上的出场纪录
- Kwang-Il Ri - Soccerway （页面存档备份，存于） （英文）
- Kwang-Il Ri - Player profile - transfermarkt.co.uk （页面存档备份，存于） （英文）